# Krzysztof Stanowski (ur. 1959)
Krzysztof Piotr Stanowski (ur. 12 kwietnia 1959 w Lublinie) – polski działacz społeczny, instruktor harcerski, urzędnik państwowy i samorządowy, działacz opozycji demokratycznej w okresie PRL, więzień polityczny.
W latach 1989–1990 pierwszy naczelnik Związku Harcerstwa Rzeczypospolitej, w latach 2007–2010 podsekretarz stanu w Ministerstwie Edukacji Narodowej, w latach 2010–2012 podsekretarz stanu w Ministerstwie Spraw Zagranicznych, w latach 2012–2017 prezes zarządu Fundacji Solidarności Międzynarodowej, od 2017 dyrektor Centrum Współpracy Międzynarodowej w Lublinie.

## Życiorys
Syn Adama Stanowskiego. Ukończył studia z zakresu historii na Wydziale Nauk Humanistycznych Katolickiego Uniwersytetu Lubelskiego.
Do harcerstwa przystąpił w 1975. Był drużynowym w Szczepie Drużyn ZHP Nieprzetartego Szlaku „Zawisza” w Lublinie. Współtwórca i członek władz Niezależnego Ruchu Harcerskiego. W 1988 w serii Zeszyty Edukacji Narodowej pod pseudonimem Andrzej Pomian wydał publikację Wierność czy trwanie. Dylematy harcerstwa lat 80-tych.
Po wprowadzeniu stanu wojennego działacz podziemnych struktur NSZZ „Solidarność”, w latach 1982–1984 członek Tymczasowej Komisji Koordynacyjnej w Regionie Środkowo-Wschodnim związku. Był redaktorem Niezależnego Wydawnictwa Harcerskiego oraz redaktorem naczelnym czasopisma „Bratnie Słowo”. Z powodów politycznych represjonowany i zatrzymywany. W styczniu 1984 tymczasowo aresztowany za prowadzoną niejawną działalność związkową, zwolniony został w lipcu tegoż roku na mocy amnestii. Od 1987 był członkiem redakcji pisma „Wielka Gra”, w którym publikował pod pseudonimem Komputerowy spec.
Od października 1988 przewodniczył Komisji Porozumiewawczej Niezależnych Środowisk i Organizacji Harcerskich. Współzałożyciel Związku Harcerstwa Rzeczypospolitej, w latach 1989–1990 pierwszy naczelnik ZHR, a następnie sekretarz generalny tej organizacji.
Od 1989 związany z Fundacją Edukacja dla Demokracji, w latach 2001–2007 zajmował stanowisko jej prezesa. Jest autorem programów szkoleniowych i publikacji poświęconych edukacji obywatelskiej i pracy organizacji pozarządowych. Przeprowadził kilkaset warsztatów i seminariów na terenie Polski oraz Europy Wschodniej, Zakaukazia i Azji Centralnej. Współtworzył Grupę Zagranica, stanowiącą porozumienie polskich organizacji pozarządowych działających poza granicami kraju. Został jednym z pierwszych trenerów Fundacji Edukacja dla Demokracji, był też inicjatorem i współtwórcą Education for Democracy International Network (EDIT Net), międzynarodowej sieci niezależnych organizacji obywatelskich działających w sferze edukacji obywatelskiej w krajach Europy Wschodniej i Azji Centralnej. Do listopada 2007 pełnił funkcję wiceprzewodniczącego komitetu sterującego World Movement for Democracy. Od 1999 członek polskiego oddziału organizacji Ashoka.
Od 26 listopada 2007 do 9 kwietnia 2010 zajmował stanowisko podsekretarza stanu w Ministerstwie Edukacji Narodowej. W latach 2008–2010 pełnił funkcję wiceprzewodniczącego Rady Polsko-Niemieckiej Współpracy Młodzieży. Koordynator Europejskiego Roku Kreatywności i Innowacji 2009 w Polsce. 15 września 2010 został przez premiera Donalda Tuska powołany na podsekretarza stanu w Ministerstwie Spraw Zagranicznych, przejmując obowiązki Pawła Wojciechowskiego. Powierzono mu odpowiedzialność w MSZ m.in. za współpracę rozwojową. Współtworzył projekt przyjętej w 2011 ustawy o współpracy rozwojowej. Sygnatariusz porozumienia międzysektorowego o edukacji globalnej, współinicjator utworzenia Europejskiego Funduszu na rzecz Demokracji. 12 stycznia 2012 został odwołany ze stanowiska w MSZ.
W latach 2012–2017 pełnił funkcję prezesa zarządu Fundacji Solidarności Międzynarodowej. Od 2013 współorganizator polskiej pomocy dla Ukrainy, m.in. wsparcia dla służb medycznych Euromajdanu, niezależnych mediów i uchodźców wewnętrznych. Autor i inicjator licznych apeli na rzecz solidarności z Ukrainą. W 2014 współzałożyciel i członek Komitetu Obywatelskiego Solidarności z Ukrainą (KOSzU), w 2022 został jego sekretarzem generalnym. Od 2017 członek Grupy Polsko-Ukraińskiego Dialogu, był też członkiem Polsko-Ukraińskiego Forum Partnerstwa. Współtwórca akcji „Płomień Braterstwa” Programowego Ruchu Odkrywców ZHP oraz ukraińskiej organizacji skautowej Płast.
W 2017 objął stanowisko dyrektora Centrum Współpracy Międzynarodowej Urzędu Miasta Lublin.

## Odznaczenia i wyróżnienia
- Krzyż Oficerski Orderu Odrodzenia Polski – 2006[23]
- Krzyż Wolności i Solidarności – 2020[24]
- Order Gwiazdy Polarnej, Mongolia – 2012[25]
- Krzyż Kawalerski Orderu „Za Zasługi dla Litwy”, Litwa – 2019[26]
- Medal Wolności, Mongolia – 2005
- Odznaka Honorowa „Bene Merito” – 2013[27]
- Odznaka „Za pomoc wojsku”, Ukraina – 2022[28][29]
- Krzyż Honorowy ZHR – 2010
- Nagroda Polcul Foundation (dwukrotnie)[30]
- Tytuł zasłużonego nauczyciela nadany w Mongolii – 2003

## Wybrane publikacje
- Podstawy procedury parlamentarnej (dla organizacji pozarządowych), 1996 (w językach polskim, rosyjskim, białoruskim, mongolskim, ukraińskim, azerskim).
- Organizujemy zjazd: poradnik dla organizacji pozarządowych, 1996[31] (w językach polskim, rosyjskim, ukraińskim, białoruskim, mongolskim).
- Struktura organizacji demokratycznych, 1993 (w języku polskim, białoruskim, azerskim, mongolskim).
- Samorządy uczniowskie: poradnik dla praktyków (red.), 1996[32] (w językach polskim, białoruskim, rosyjskim, ukraińskim, mongolskim).
- Z kart historii współpracy polskich organizacji pozarządowych w III RP a partnerami zagranicznymi, [w:] Grażyna Czubek (red.), 2002.
- Education for Democracy Foundation (współautor z Andrzejem Janowskim), [w:] Tolerancje Matters. International Educational Approaches, Bartelsmann Foundation Publisher, 2003.
- Wieża Babel, czyli jak dogadać się z uczestnikami warsztatu, [w:] The Power of Language. An activity guide for facilitators, 2001.
- Teaching Democracy in Post Comunist Countries, „Journal of Democracy”, 1998.
- How to Win Democracy, „New Eastern Europe”, 2012.